# Megaselia mesochaeta
Megaselia mesochaeta är en tvåvingeart som beskrevs av Borgmeier 1962. Megaselia mesochaeta ingår i släktet Megaselia och familjen puckelflugor. Inga underarter finns listade i Catalogue of Life.